# 埃爾科·范·克萊芬斯
埃爾科·尼古拉·范·克萊芬斯（荷蘭語：Eelco Nicolaas van Kleffens，1894年11月17日—1983年6月17日）是荷蘭的政治家、外交家。

## 生平
范克萊芬斯出生於弗里斯蘭省海倫芬一個古老的的公務員世家。其弟阿德良·范·克萊芬斯後任歐洲法院法官。在萊頓大學獲得法學博士後，他到國際聯盟任秘書。1930年初任海牙國際法學院秘書長。
1939年二次大戰爆發前數周，獲委任為荷蘭外相，並隨政府流亡海外。戰爭期間他著述了納粹德國入侵歷史的回憶錄Juggernaut over Holland，在佔領區流傳。他也是比荷盧經濟聯盟的簽署者之一。
范克萊芬斯任外相直到1946年3月1日、舍默爾霍恩-德里斯內閣任內。他辭任部長職（但沒有離開內閣）後，任駐聯合國安理會代表，1947年任駐美大使。1950年改任駐葡大使，並獲國務委員的榮譽職。
1954年獲委任為聯合國大會主席，並主持了第九屆大會。
克萊芬斯後來在1956至58年間，出任荷蘭駐北約和經合組織代表，後任駐歐洲煤鋼共同體代表，至1967年赴葡萄牙退休，至1982年於阿爾莫薩熱梅去世。